# Пахтаабад (Навоїйська область)
Пахтаабад (узб. Пахтаобод, Paxtaobod) — міське селище в Узбекистані, в Карманинському районі Навоїйської області.
Статус міського селища з 2009 року.